# Часовня Святого Антония Падуанского (Питтсбург)
Часовня Святого Антония Падуанского (англ. Saint Anthony's Chapel) — действующий католический храм в Питтсбурге, США. Основанный священником бельгийского происхождения Суитбертом Моллинже (Suitbert Mollinger) в конце XIX века храм является местом хранения крупнейшей после Ватикана коллекции христианских реликвий.
Создатель часовни, Суитберт Моллинже, происходил из богатой бельгийской семьи и обучался в Италии медицине, пока не ощутил в себе призвания стать священником. Не известно, по какой причине он в 1868 году оказался в Трой Хилле, в то время небольшом немецком фермерском сообществе близ Питтсбурга. Благодаря своим талантам проповедника и медицинским навыкам он быстро приобрёл популярность, и в праздники послушать его собирались целые толпы. Являясь страстным собирателем реликвий, ещё в Италии, он начал создавать свою коллекцию. В это время, совпавшее с Культуркампф в Германии и объединением Италии, на рынок было выброшено огромное количество останков христианских святых, мучеников и прочих реликвий. Его коллекция быстро росла и в 1880 году Моллинже принял решение построить для неё подходящее хранилище.
Исходный план был разработан совместно Моллинже и прихожанами прихода Святейшего Имени Иисуса (англ. Most Holy Name of Jesus), однако для его реализации потребовалась слишком большая сумма, которую по подписке собрать не удалось. В результате Моллинже построил здание из собственных средств. После того, как была завершена пристройка для хранения реликвий, часовня была освящена 13 июня 1893 года в честь святого Антония Падуанского, почитателем которого был Моллинже.
Моллинже умер в 1892 году, не оставив завещания, и его наследники вывезли и продали всё, что могло быть вывезено и продано — хрустальные люстры, алтарь из чёрного оникса, канделябры и т. д. Здание и всё, что в нём осталось, было продано приходу за 30,000$.
К примечательным реликвиям, хранящимся в часовне, относятся зуб Антония Падуанского, череп Макария Иерусалимского и т. д. Пополнение реликвария продолжается и сейчас, например, в часовне хранятся мощи Франциска Зеелоса (1819—1867), беатифицированного в апреле 2000 года.
Примечательными также являются привезённые из Мюнхена статуи в натуральную величину, изображающие крестный путь.
В 1978 году была завершена начатая в 1972 году при поддержке епископа Леонарда реставрация.

## Галерея
- Интерьер часовни
- Алтарь с мощами
- Мощи
- Фрагмент Крестного пути